# Ère Kangi
L'ère Kangi (寛喜), aussi romanisé Kanki,  est une des ères du Japon (年号, nengō, lit. « nom de l'année ») après l'ère Antei et avant l'ère Jōei. Cette ère couvre la période allant du mois de mars 1229 au mois d'avril 1232. L'empereur régnant est Go-Horikawa-tennō (後堀河天皇).

## Changement d'ère
- 1229 Kangi gannen (寛喜元年?) : Le nom de la nouvelle ère est créé pour marquer un événement ou une succession d'événements. La précédente ère se termine quand commence la nouvelle, en Antei 3.

## Événements de l'ère Kangi
- 1230 (Kangi 2, 12e mois) : Kujō Yoritsune est marié à la fille de Minamoto no Yoriie. Elle a quinze ans de plus que lui[3].
- 1231 (Kangi 3, 2e mois) : Yoritsune est élevé au deuxième rang de quatrième classe dans le dōjō kuge[3].
- 1231 (Kangi 3, 3e mois) : Yoritsune est fait général de la gauche[3].
- 1231 (Kangi 3, 4e mois) : Yoritsune est élevé au premier rang de quatrième classe dans le dōjō kuge[3].

| Kangi     | 1re  | 2e   | 3e   | 4e   |
| Grégorien | 1229 | 1230 | 1231 | 1232 |

## bibliographie
- Nussbaum, Louis-Frédéric and Käthe Roth. (2005). Japan encyclopedia. Cambridge: Harvard University Press.  (ISBN 0-674-01753-6 et 978-0-674-01753-5); OCLC 58053128
- Titsingh, Isaac. (1834). Nihon ōdai ichiran; ou, Annales des empereurs du Japon.  Paris: Royal Asiatic Society, Oriental Translation Fund of Great Britain and Ireland. OCLC 5850691
- H. Paul Varley. (1980). A Chronicle of Gods and Sovereigns: Jinnō Shōtōki of Kitabatake Chikafusa. New York: Columbia University Press.  (ISBN 0-231-04940-4 et 978-0-231-04940-5); OCLC 6042764